# Chrostosoma
Chrostosoma är ett släkte av fjärilar. Chrostosoma ingår i familjen björnspinnare.

## Bildgalleri

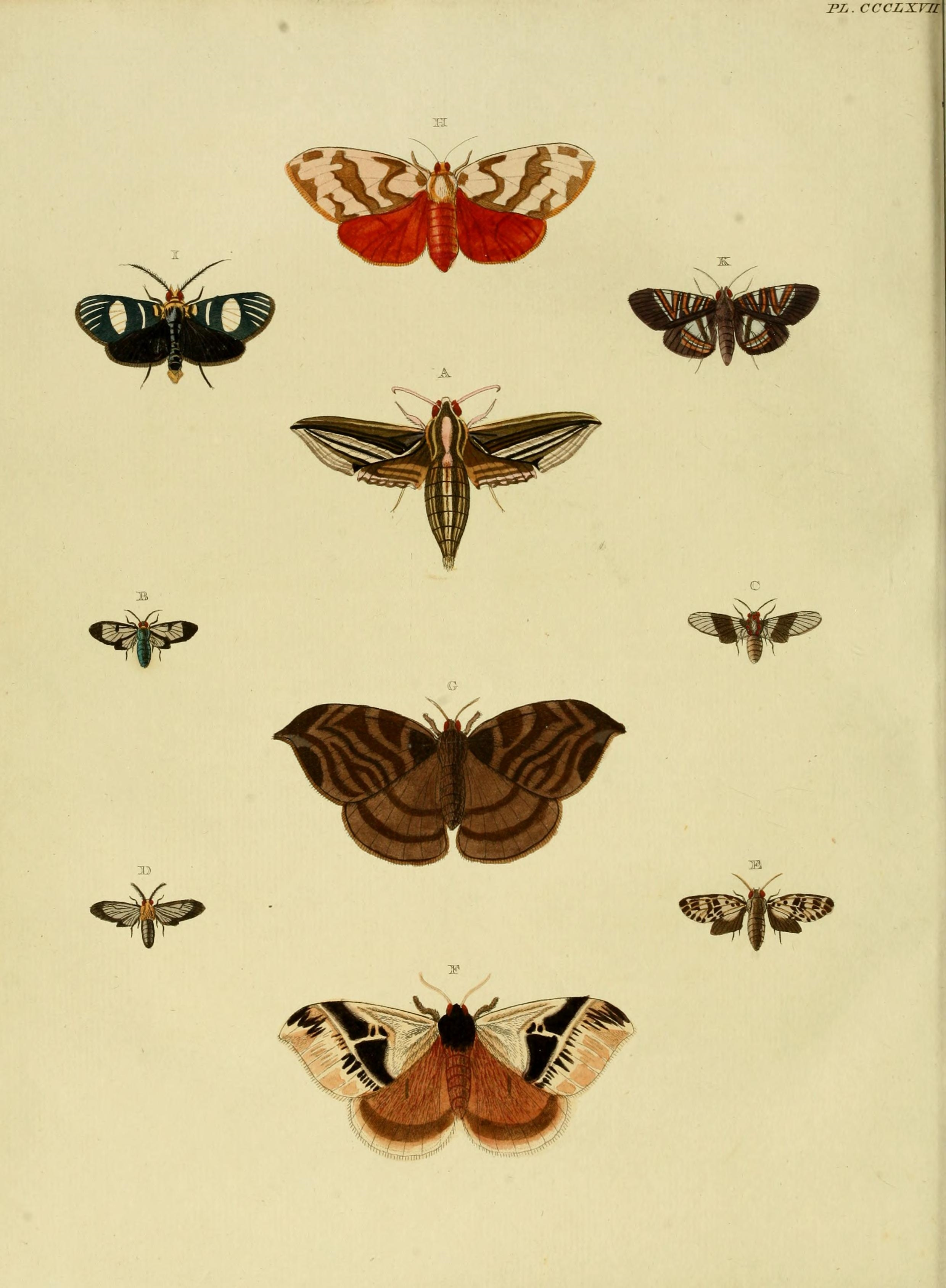

## Dottertaxa tillChrostosoma, i alfabetisk ordning[1]
- Chrostosoma cardinalis
- Chrostosoma chalconitis
- Chrostosoma chryseridia
- Chrostosoma decisa
- Chrostosoma destricta
- Chrostosoma dhamis
- Chrostosoma dolens
- Chrostosoma echemus
- Chrostosoma enna
- Chrostosoma fassli
- Chrostosoma fenestrina
- Chrostosoma guianensis
- Chrostosoma haematica
- Chrostosoma halli
- Chrostosoma infuscatum
- Chrostosoma lea
- Chrostosoma mediana
- Chrostosoma mysia
- Chrostosoma patricia
- Chrostosoma pellucida
- Chrostosoma plagiata
- Chrostosoma rica
- Chrostosoma schausi
- Chrostosoma semirubra
- Chrostosoma stulta
- Chrostosoma tabascensis
- Chrostosoma tricolor
- Chrostosoma trimaculatum
- Chrostosoma unxa
- Chrostosoma viridipunctata
- Chrostosoma zantes